# Литвинов, Максим Иванович
Максим Иванович Литвинов (1872 — ?) — депутат Государственной думы I созыва от Саратовской губернии

## Биография
Крестьянин деревни Малая Дмитриевка Аткарского уезда Саратовской губернии (ныне — село Ахтуба в Калининском районе Саратовской области). Окончил 2-классную земскую школу. Поступил в Вольскую учительскую семинарию, но в 1891 г. был отчислен с последнего курса. Работал извозчиком, занимался подёнными работами. Сначала вёл собственное хозяйство в своей деревне, потом поступил на службу в сельскохозяйственную экономию графа Шереметева с жалованьем 8 рублей в месяц, служил конторщиком в других экономиях. В октябре 1896 поступил на службу в управление Рязанско-Уральской железной дороги. Общественная работа началась с того, что в 1905 г. стал членом Саратовского общества приказчиков. В 1905 избран делегатом в комиссию В. И. Тимирязева для разработки вопроса о праздничном отдыхе и нормировке рабочего дня. C 1893 г. сотрудничал в газете «Саратовский дневник». С 1905 г. член партии «Народной свободы», но был сторонником более левых взглядов.
14 апреля 1906 г. избран в Государственной думы I созыва от общего состава выборщиков Саратовского губернского избирательного собрания. Вошёл в Трудовую группу. Секретарь комиссии по исполнению государственной росписи доходов и расходов. Член издательской комиссии.
На заседании 4 мая 1906 г. внёс поправку в статью 61 положения о Государственной Думе, предусматривающую право на петиции. Поправка была принята. Подписал законопроект «О гражданском равенстве» и заявление об образовании Комиссии по расследованию преступлений должностных лиц.
10 июля 1906 года в г. Выборге подписал «Выборгское воззвание» и осужден по ст. 129, ч. 1, п. п. 51 и 3 Уголовного Уложения, приговорён к 3 месяцам тюрьмы и лишён права баллотироваться на любые выборные должности.
В апреле 1911 года оставался высланным из родной губернии.
Дальнейшая судьба неизвестна.